# Melker Jonsson
Melker Jonsson (* 10. Juli 2002) ist ein schwedischer Fußballspieler, der aktuell bei Landskrona BoIS unter Vertrag steht.

## Karriere

### Verein
Jonsson begann seine fußballerische Laufbahn beim IFK Lidingö, wo er bis 2019 spielte. Anschließend wechselte er zum Erstligisten Djurgårdens IF, wo er zunächst ein Jahr in der Jugend spielte. Zu seinem 18. Geburtstag erhielt er bei seinem Verein einen Profivertrag bis 2022. Nachdem er zunächst noch für die U21 gespielt hatte, debütierte er am 1. August 2020 (12. Spieltag) in der Allsvenskan, als er in den letzten Minute beim 3:1-Sieg über den BK Häcken ins Spiel kam. In der gesamten Spielzeit 2020 lief er zweimal für die Profis und zweimal in der U21 Allsvenskan auf. Nach einem weiteren Einsatz erst im April 2022 wurde er zunächst mit Zweitspielrecht verliehen und nach anderthalb Monaten wechselte er fest zu Landskrona BoIS in die Superettan.

### Nationalmannschaft
Im September 2019 kam Jonsson zu einem Einsatz für die U17-Mannschaft und zu zwei Einsätzen im schwedischen U18-Nationalteam.

## Sonstiges
Jonsson ist der Sohn der Djurgårdens-Ikone Mattias Jonson.